# Tergipedidae
Famille
Les Tergipedidae forment une famille de mollusques nudibranches.

## Liste de genres
Selon World Register of Marine Species (19 décembre 2020) :
- genre Tergipes Cuvier, 1805 -- 3 espèces

Selon ITIS (19 décembre 2020) :
- Catriona Winckworth, 1941
- Cuthona Alder & Hancock, 1855
- Embletonia Alder & Hancock, 1944
- Piseinotecus
- Tenellia A. Costa, 1866
- Tergipes Cuvier, 1805
- Trinchesia Von Ihering, 1879

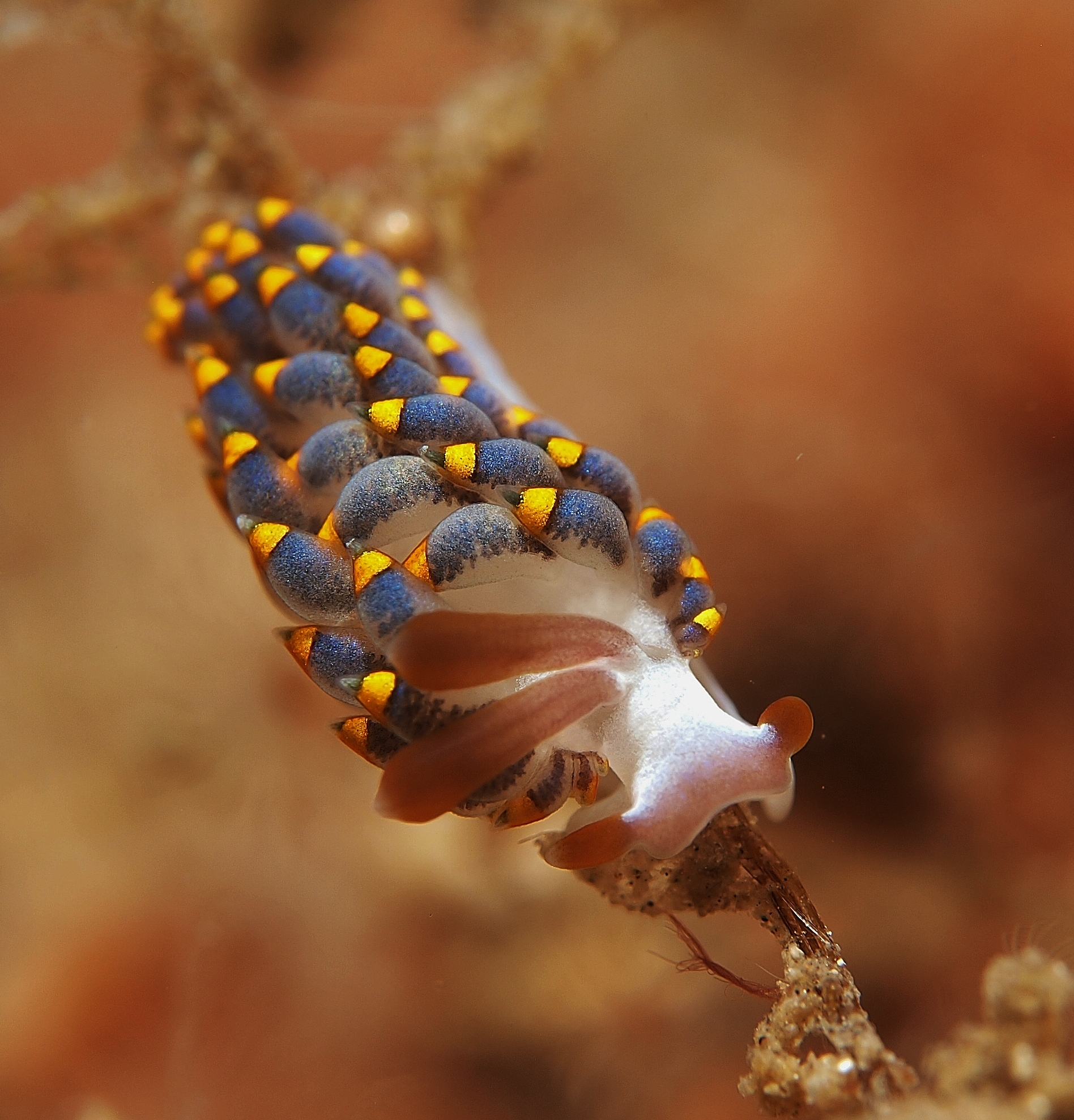
Cuthona yamasui
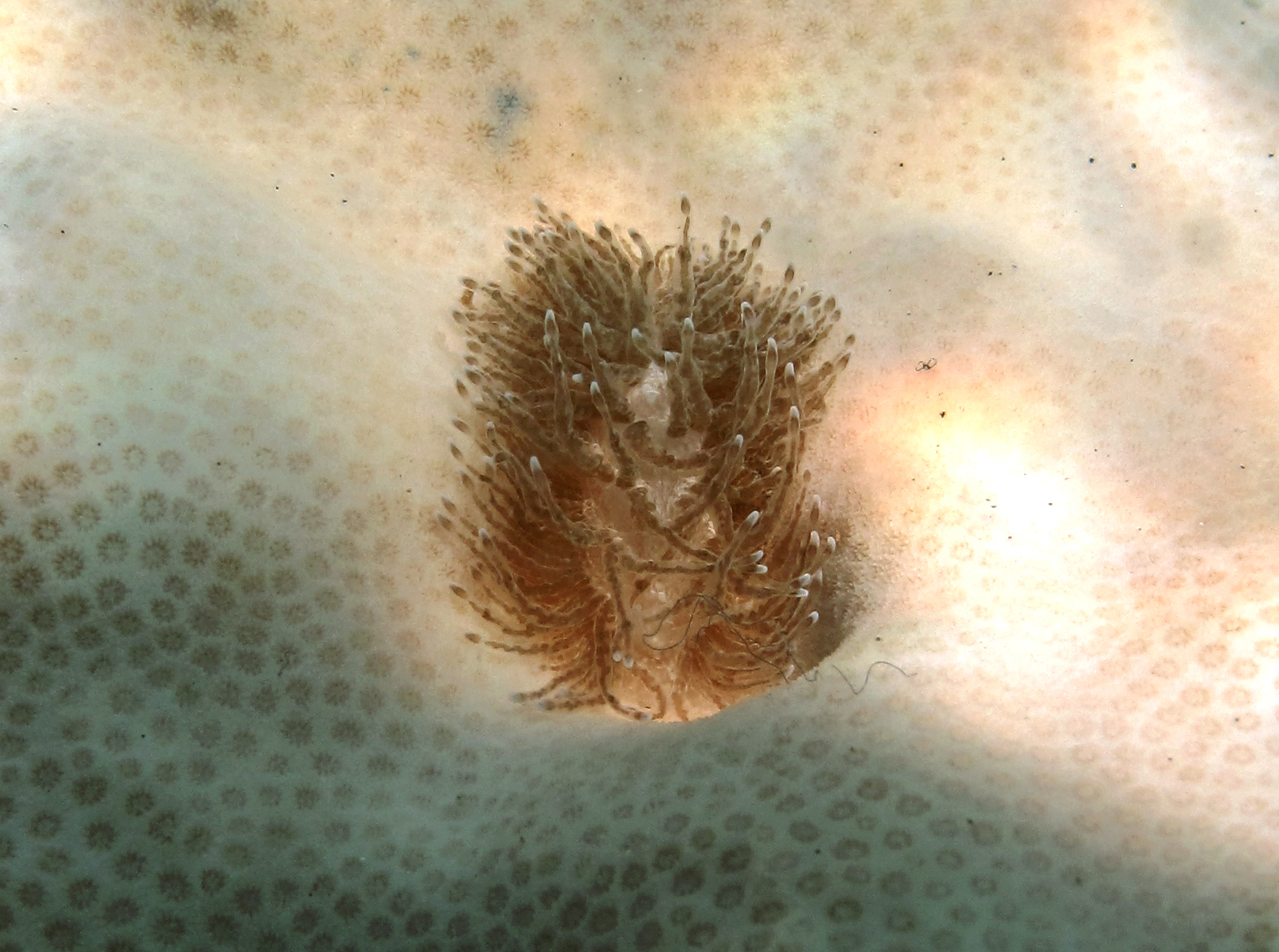
Phestilla lugubris
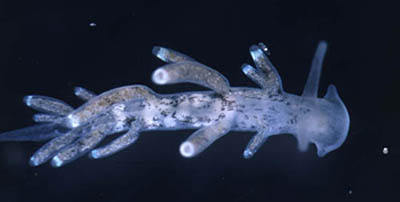
Tenellia adspersa
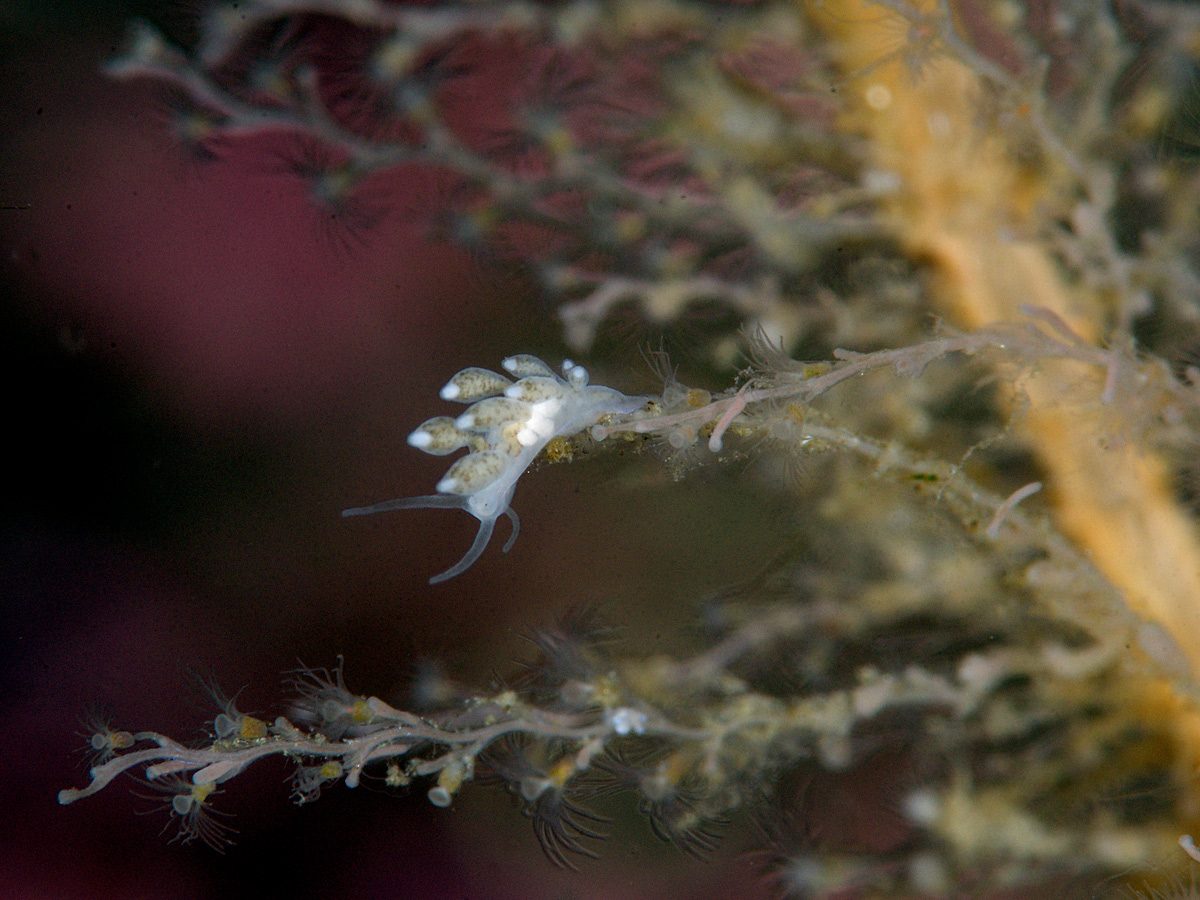
Tergipes tergipes
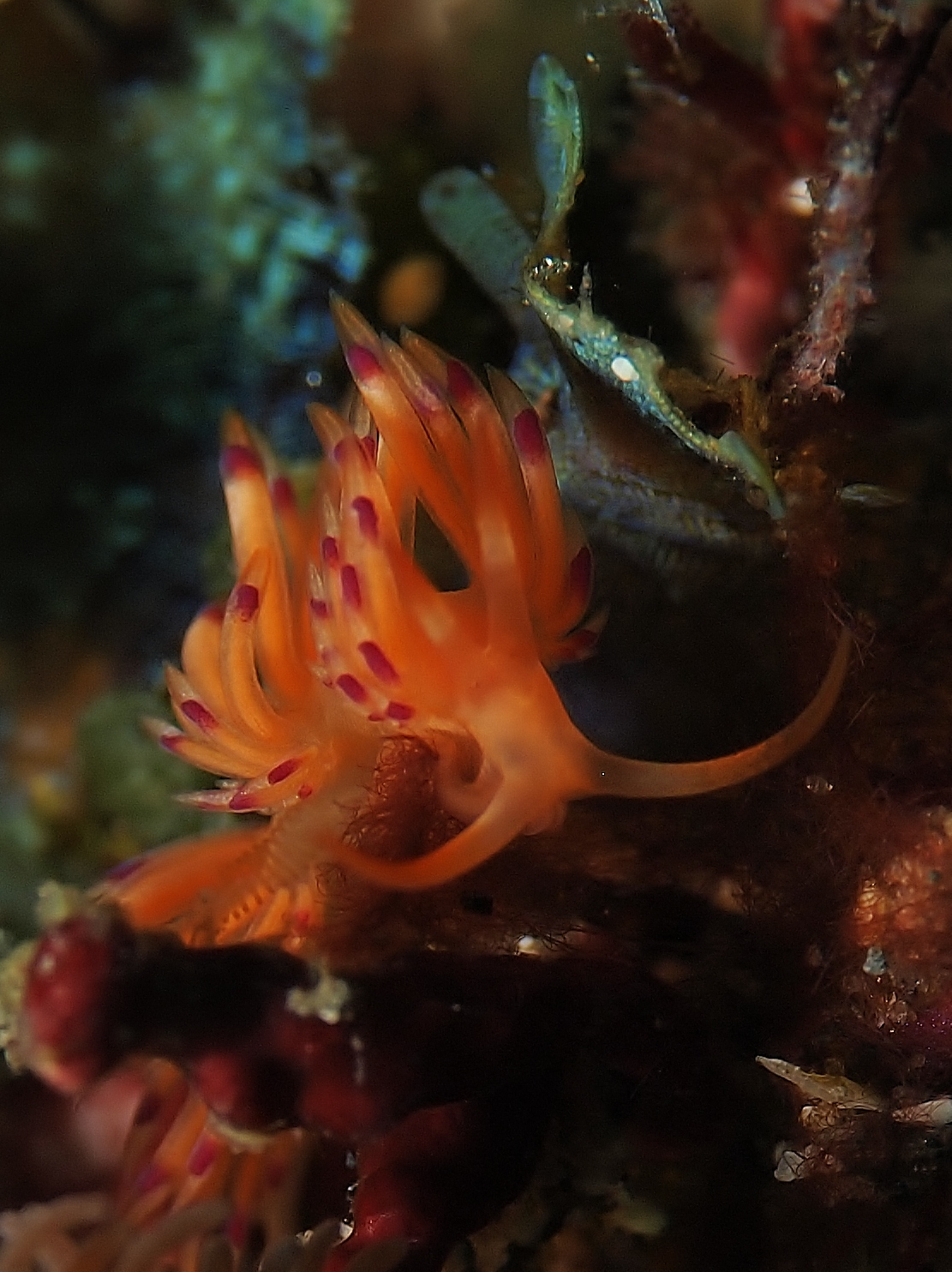
Trinchesia sp.